# Текла Јуњевич
Текла Јуњевич (10. јуна 1906 — 19. августа 2022) била је пољска суперстогодишњакиња која је најдуговјечнија особа у историји Пољске. У тренутку смрти била је друга најстарија жива особа у Европи и свету, одмах иза Францускиње Лисил Рандон чију старост потврђује Геронтолошка истраживачка група.

## Биографија

### Младост и породица
Текла Јуњевич рођена је 10. јуна 1906. године у Крупском, Аустроугарска (сада Украјина). Након што је Пољска поново стекла независност 1918. године, Крупско је постало део Роздолске комуне, у Војводству светокришко, у Пољској, и сада је део Украјине. Теклини родитељи су били Јан и Катарина Дадак, а она је имала две млађе сестре, Розалију и Катарину. Отац им је радио за Грофа Карола Ланкоронског, а мајка је умрла током Првог светског рата.
Као дете, похађала је школу сестара Саритки у Пшеворк  у Пољској, где је научила да шије, везе и кува. У Пшеворску је упознала свог будућег супруга Јана Јуњевича (22 године старијег) за којег се удала 28. фебруара 1927. Након венчања преселили су се у Борислав у Пољској, где се запослила у руднику земљаног воска. Имали су две ћерке, Јану и Урсулу, рођене 1928. и 1929. године.

### Каснији живот
У новембру 1945. године, преселила се у Гљивице, Шлеско војводство у Пољској, где се њен супруг запослио у Руднику. Пар је био у браку до смрти Јан Јуњевича 1980. године у 96. години. Текла је живела сама до своје 103 године, када се њен унук Адам преселио да јој помогне у свакодневним активностима.
У јуну 2016. године, прославила је 110. рођендан. На свом 113. рођендан у Јуну 2019. године, добила је честитку од премијера Пољске, Матеуша Моравјецког . У августу 2019. године премијер Моравјецки је лично посетио Теклу у њеној кући.
Јуњевич је први забележени суперстогодишњак из пољског војводства Шлеска, а након смрти 111-годишње Јадвиге Шубартович, 20. јула 2017. године, постала је најстарија жива особа у Пољској.
24. априла 2018. године, Текла је постала најдуговечнија особа која је икада документована у историји Пољске након што је надмашила претходни рекорд од 111 година и 317 дана који је поставила Ванда Вјерчлеска. Јуњевич је 10. јуна 2018. године постала прва евидентирана Пољакиња која је напунила 112 година.
Дана 26. јануара 2022. године, након смрти Јапанке Јоши Отсунари постала је последња жива особа рођена 1906. године.
10. јуна 2022. године напунила је 116 година, а неколико дана раније, по други пут посетио ју је премијер Пољске Матеуш Моравјецки.
Могла је ходати до последњег дана, а преминула је у граду Гљивице у Пољској, 19. августа 2022. године у доби од 116 година и 70 дана.